# Пойнингс, Ричард (рыцарь)
Ричард Пойнингс (англ. Richard Poynings; умер 10 июня 1429) — английский аристократ, старший сын Роберта Пойнингса, 4-го барона Пойнингса, и Элеаноры Грей. В 1423 году был депутатом парламента как представитель графства Сассекс, к тому моменту был посвящён в рыцари. Должен был унаследовать семейные владения (главным образом в Сассексе) и баронский титул, но умер раньше отца. Был женат дважды — на Джоан Сомер (дочери Генри Сомера) и на Элеаноре Беркли, дочери сэра Джона Беркли и Элизабет Беттесхорн. В первом браке родилась дочь Элеанора, 5-я баронесса Пойнингс в своём праве, жена Генри Перси, 3-го графа Нортумберленда.